# Daniel Auteuil
Pour les articles homonymes, voir Auteuil.
Daniel Auteuil, né le 24 janvier 1950 à Alger (Algérie française), est un acteur, metteur en scène, auteur-compositeur-interprète, réalisateur et chanteur français.
Nommé quatorze fois aux Césars, il remporte en 1987 le César du meilleur acteur pour son rôle dans les films Jean de Florette et Manon des sources, puis un autre en 2000 pour La Fille sur le pont. Il remporte également en 1996 le Prix d'interprétation masculine du Festival de Cannes pour le film Le Huitième Jour.

## Biographie

### Enfance et famille
Daniel Auteuil naît le 24 janvier 1950 à Alger, lors d'une tournée de ses parents, Henri Auteuil (1926-2005) et Yvonne Castellan (1929-2006), chanteurs lyriques d'opéras et d'opérettes, qui se produisent dans cette ville où ils résident jusqu'à ses six mois avant de retourner à Avignon.
Ses ancêtres paternels sont originaires d'Afrique du Nord, le patronyme « Auteuil » ayant été attribué arbitrairement par l'Assistance publique à Alfred Auteuil, l'arrière-grand-père de Daniel Auteuil, un enfant trouvé à Alger en 1873, dont on ne connaît pas les origines. Alfred Auteuil devient maçon et peintre en bâtiment et épouse à Alger le 10 février 1900 Henriette Urios (1879-1921). Leur fils, François Auteuil (le grand-père de Daniel Auteuil), naît le 1er août 1905 à Alger et devient serrurier.
Daniel Auteuil grandit à Avignon, où ses parents étaient installés. La fréquentation des théâtres où se produisent ces derniers, les tournées, notamment avec l'Opéra de Paris, le prédisposent à embrasser une carrière artistique. À 4 ans il est déjà sur scène dans le rôle du fils de Madame Butterfly. Vers l'âge de 7 ans il vit à Nancy, ville dont il garde beaucoup de souvenirs. Il fait trois classes de quatrième en collège professionnel, et en est renvoyé.

### Débuts de comédien (années 1960-1970)
À seize ans Daniel Auteuil débute sur scène grâce à André Benedetto, qui anime une compagnie à Avignon, dans une pièce de Tchekhov, La Demande en mariage. Pour faire plaisir à ses parents, il commence des études de géomètre et, le samedi soir, pour se faire un peu d'argent de poche, il tient le vestiaire d'une boîte de nuit.
En 1969, après avoir fréquenté entre autres le lycée Philippe-de-Girard (d) à Avignon, il monte à Paris avec son ami Roger Miremont. Il s'inscrit aux cours d'art dramatique du Cours Florent. Malgré plusieurs tentatives, il n'est jamais admis au concours d'entrée du Conservatoire national supérieur d'art dramatique.
En 1970 il fait ses débuts au théâtre national populaire dans Early Morning, puis joue, en 1972 et 1973, dans la comédie musicale américaine Godspell aux côtés, notamment, d'Armande Altaï, Dave et Michel Elias. Partenaire au théâtre d'Edwige Feuillère (La Folle de Chaillot) et de Maria Pacôme (Apprends-moi, Céline), il connaît un triomphe sur les planches aux côtés de François Périer grâce à Coup de chapeau qui lui vaut le prix Gérard-Philipe 1979, décerné au meilleur jeune acteur de l’année. Il monte et interprète ensuite, pour la scène, Le Garçon d'appartement, que Gérard Lauzier a adapté au cinéma en 1982 sous le titre T'empêches tout le monde de dormir.
En 1974 il fait ses débuts à la télévision sous la direction de Marcel Jullian dans la série Les Fargeot avant d'enchaîner aux côtés de Rellys, Jackie Sardou et Fernand Sardou, Adieu Amélie de Jean-Paul Carrère. En 1977, il interprète le rôle de l'inspecteur Camaret dans une série de six épisodes, Rendez-vous en noir, d'après le roman de William Irish.
En 1975 Gérard Pirès, qui l’a fait tourner quelques années auparavant dans une publicité pour Mennen, se souvient de lui et offre son premier rôle à Daniel Auteuil au cinéma dans L'Agression aux côtés de Catherine Deneuve et Jean-Louis Trintignant.

### Révélation et consécration (années 1980)
En 1980, avec son interprétation d'un lycéen flemmard, dragueur et peu studieux dans Les Sous-doués, de Claude Zidi, il accède à la notoriété et acquiert un statut de grand acteur comique. Le film connaît une suite, sortie en 1981 : Les Sous-doués en vacances.
Il enchaîne les comédies populaires : T'empêches tout le monde de dormir (1982), Pour cent briques, t'as plus rien... (1982), P'tit Con (1983) ou encore Palace (1984). Il collabore alors avec des spécialistes du genre : Gérard Lauzier et Édouard Molinaro.
En 1986 il parvient à s'imposer spectaculairement dans un registre dramatique, aux côtés d’Yves Montand, Gérard Depardieu et Emmanuelle Béart. Son interprétation d’Ugolin dans le diptyque Jean de Florette et Manon des sources, mis en scène par Claude Berri et adapté de l'œuvre de Marcel Pagnol, révèle son talent d'interprète dramatique et lui permet d'être sacré Meilleur acteur à la 12e Cérémonie des Césars.

### Confirmation (années 1990-2000)

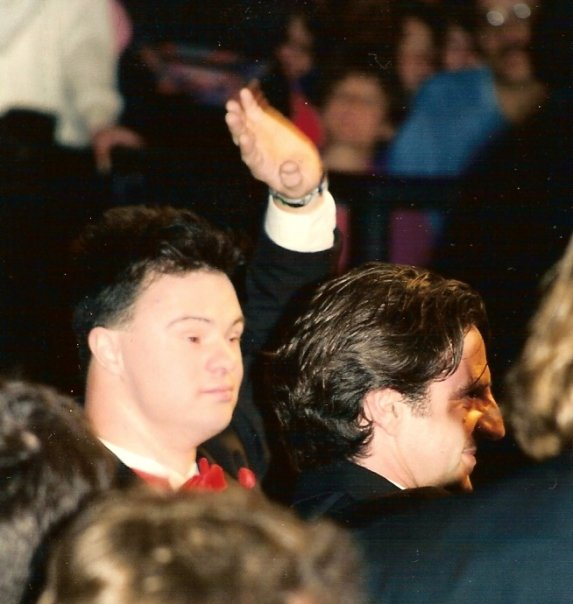
L'acteur devant Pascal Duquenne, pour la présentation du Huitième Jour, au Festival de Cannes 1996.

Dans les années 1990 il enchaîne les rôles d'un registre plus grave grâce à des réalisateurs comme Claude Sautet (Un cœur en hiver), André Téchiné (Ma saison préférée), Régis Wargnier (Une femme française), Christian Vincent (La Séparation) ou encore Jaco Van Dormael (Le Huitième Jour). Pour ce dernier film, il remporte, ex æquo avec Pascal Duquenne, le Prix d'interprétation masculine au 49e Festival de Cannes.
Il conclut cette décennie en remportant un nouveau César pour le rôle de Gabor, un lanceur de couteaux amoureux d'une fille mystérieuse et malheureuse jouée par Vanessa Paradis dans La Fille sur le pont de Patrice Leconte.
Durant les années 2000, il alterne rôles dramatiques et comiques : il défend ainsi des rôles sombres dans des œuvres remarquées : L'Adversaire (2002), de Nicole Garcia, où son personnage est inspiré de Jean-Claude Romand, 36 quai des Orfèvres (2004), d'Olivier Marchal ou encore Caché (2005), de Michael Haneke. Il revient aussi vers la comédie sous la direction une fois encore de spécialistes du genre : Francis Veber pour Le Placard (2002) et La Doublure (2006), mais aussi Pierre Salvadori pour Après vous (2003) et l'expérimental La Personne aux deux personnes (2008), de Nicolas et Bruno.

### Passage à la réalisation (années 2010)

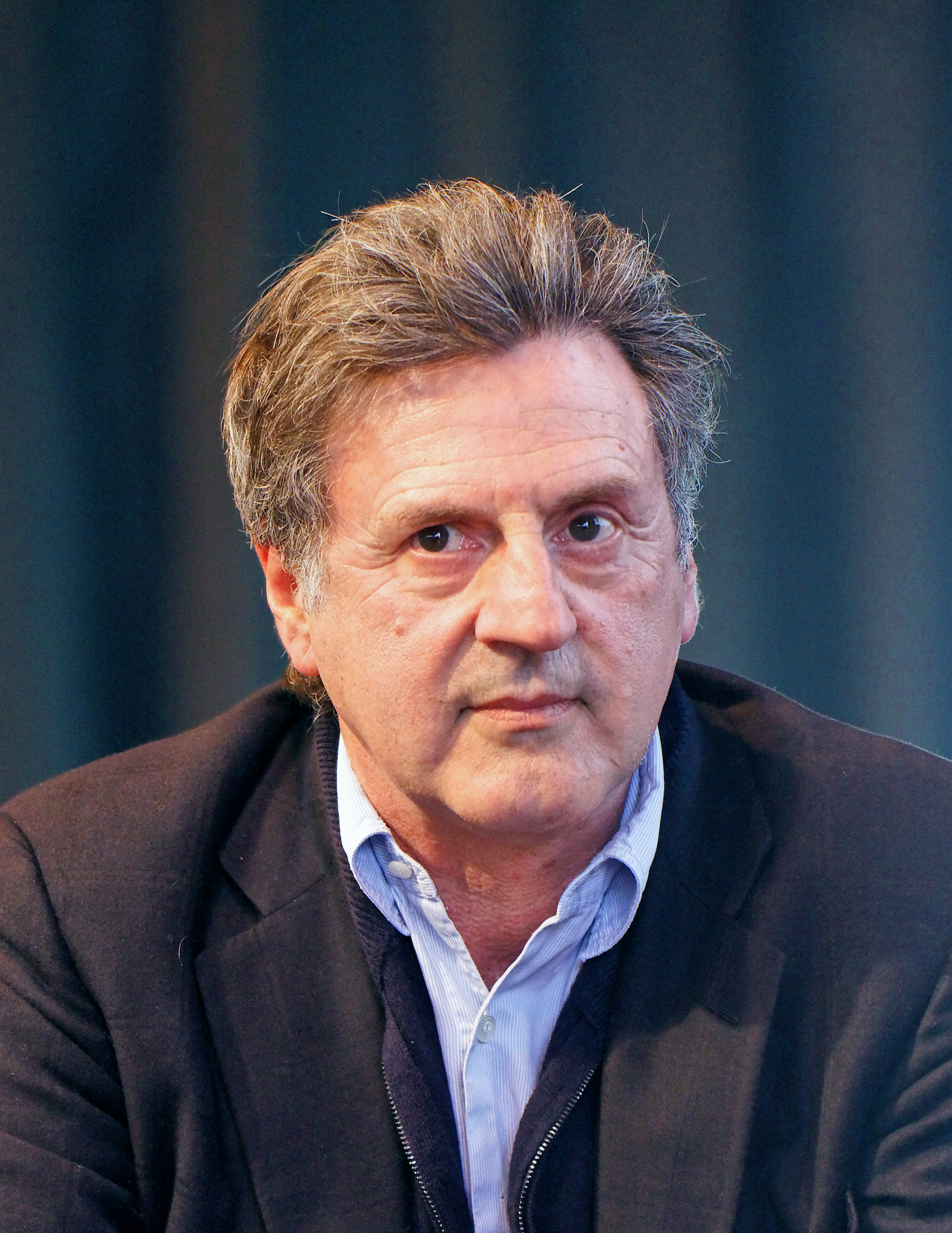
Daniel Auteuil au Festival du Livre de Paris, en 2011.

Il conclut cette décennie par un nouveau tournant de sa carrière, le passage à la réalisation. Il signe La Fille du puisatier, une adaptation de l'œuvre éponyme de Marcel Pagnol, avec Sabine Azéma, Kad Merad, Jean-Pierre Darroussin et Nicolas Duvauchelle. La réception est positive, et il s'attelle donc par la suite à un projet encore plus ambitieux, une autre œuvre de Marcel Pagnol, la Trilogie marseillaise. Cependant, les deux premiers opus - Marius / Fanny - sortis en juillet 2013, ne rencontrent pas le public. César est annoncé pour 2014, mais n'est jamais réalisé. Toutefois, il révèle en 2024 qu'il n'a pas fermé la porte à l'idée de le réaliser.
En mai de la même année, il est membre du jury du 66e Festival de Cannes, présidé par Steven Spielberg.
En tant qu'acteur, après l'échec de la comédie Donnant donnant (2010), troisième réalisation d'Isabelle Mergault, il se concentre dans un premier temps sur les drames : en 2012 sortent La Mer à boire, de Jacques Maillot et Le Guetteur, de Michele Placido ; puis en 2013, il est au casting de Jappeloup (2013), de Christian Duguay, et Avant l'hiver de Philippe Claudel.
C'est en 2015 qu'il revient à la comédie avec le film de bande Entre amis, d'Olivier Baroux. Il s'aventure aussi sur le terrain de l'humour noir avec Nos femmes, de Richard Berry. Les deux films sont des échecs critiques et commerciaux, de même pour la comédie d'aventure Les Naufragés, de David Charhon, sortie en 2016.

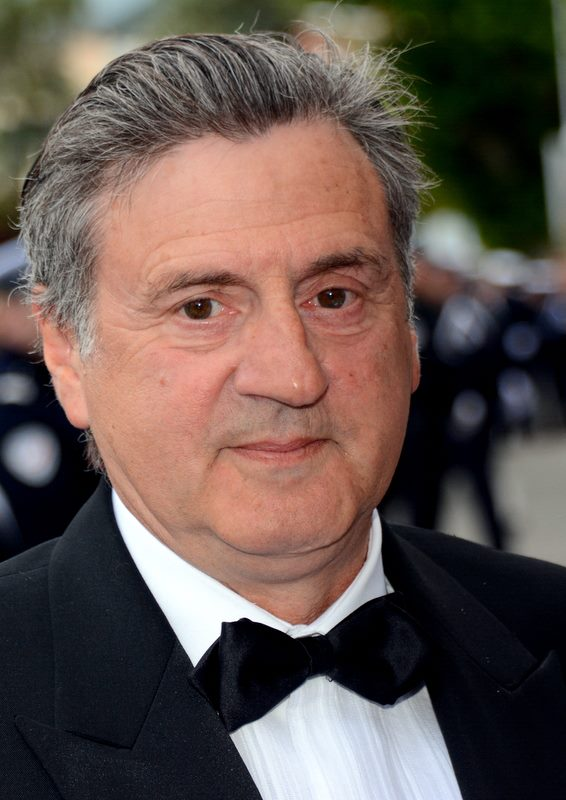
L'acteur au Festival de Cannes 2013, où il est membre du jury présidé par Steven Spielberg.

C'est dans le drame qu'il renoue avec le succès : après l'ambitieux film historique Au nom de ma fille, de Vincent Garenq, il tient le premier rôle masculin de Le Brio, d'Yvan Attal. La même année, il joue également dans un film italien, Les Confessions, de Roberto Andò.
En 2018, il dévoile sa quatrième réalisation, la comédie Amoureux de ma femme. Il est aussi la tête d'affiche de l'ambitieux film familial de fin d'année Rémi sans famille, d'Antoine Blossier, où il incarne le vieux et attachant Vitalis.
L'année 2019 le voit partager l'affiche de la comédie dramatique Qui m'aime me suive ! avec Catherine Frot. Il fait aussi confiance à Nicolas Bedos, qui le dirige pour son second film comme réalisateur, La Belle Époque.

### Années 2020
En 2020, il joue le rôle principal d’un élu local, grand-père et accusé de viol par son petit-fils dans la mini-série Le Mensonge diffusée sur France télévisions et inspirée de faits réels. En 2021, Daniel Auteuil revient à la chanson (après Que la vie me pardonne en 1985) avec l'album Si vous m'aviez connu, publié le 17 septembre 2021 arrangé par Gaëtan Roussel.
En 2022, il entame une tournée musicale en France avec son spectacle « Déjeuner en l'air » qui lui permet d'interpréter sur scène les chansons de son dernier album. Ce spectacle est diffusé sur Culturebox le 1er mai 2023, Daniel Auteuil y chante les poèmes de Paul-Jean Toulet, Guillaume Apollinaire et Arthur Rimbaud qu’il a mis en musique, avec des apparitions de Carla Bruni et Gaëtan Roussel.
En octobre 2022, il joue aux côtés de Jamel Debbouze dans la comédie Le Nouveau Jouet de James Huth, le remake du Jouet (1976) de Francis Veber.

### Engagement et hommage
En 2009, Daniel Auteuil est le parrain du Téléthon.
Une salle de théatre est baptisée à son nom au Cours Florent.

### Vie privée
De 1978 à 1984, il vit avec l'actrice Anne Jousset. Ils ont une fille, Aurore, née en 1981. Il est depuis grand-père.
En 1984, il rencontre Emmanuelle Béart sur le tournage de L'Amour en douce, dont il chante la chanson du générique, Que la vie me pardonne ! (le disque sort en 1985). Il partage la vie de l'actrice onze ans durant. Ils se marient en 1993, et se séparent en 1995. Ils ont une fille, Nelly, née le 19 novembre 1992, productrice (qui a épousé le 24 août 2018 Lucas Veil, fils d'Agnès Buzyn et de Pierre-François Veil et petit-fils de Simone Veil).
Jusqu’au début des années 2000, il partage la vie de la comédienne Marianne Denicourt.
En 2003, il rencontre l’artiste corse Aude Ambroggi, née en 1977, originaire de Bonifacio. Il l'épouse le 22 juillet 2006 à Porto-Vecchio, avec pour témoins le chanteur Dave et leurs amis Maxime Le Forestier, Christian Clavier et Élie Semoun. Le 26 septembre 2009, un fils, Zachary, naît de leur union.

## Filmographie

### Acteur

#### Cinéma

##### Années 1970
- 1973 : L'An 01 de Jacques Doillon : L'ex-banquier
- 1975 : L'Agression de Gérard Pirès : Le fiancé de Natacha
- 1975 : L'Adhésion de Bernard Paul (court métrage) : homme dont la femme adhère au PCF
- 1976 : Attention les yeux ! de Gérard Pirès : Alex
- 1977 : La Nuit de Saint-Germain-des-Prés de Bob Swaim : Rémy
- 1977 : Monsieur Papa de Philippe Monnier : Dédé
- 1977 : L'Amour violé de Yannick Bellon : Daniel
- 1979 : Les héros n'ont pas froid aux oreilles de Charles Nemes : Jean-Bernard Morel
- 1979 : Rien ne va plus de Jean-Michel Ribes (rôle coupé au montage)
- 1979 : À nous deux de Claude Lelouch : Un voyou
- 1979 : Bête mais discipliné de Claude Zidi : Alain

##### Années 1980
- 1980 : Les Sous-doués de Claude Zidi : Bébel
- 1980 : La Banquière de Francis Girod : Duclaux
- 1980 : Clara et les Chics Types de Jacques Monnet : Mickey
- 1981 : Les hommes préfèrent les grosses de Jean-Marie Poiré : Jean-Yves
- 1982 : Les Sous-doués en vacances de Claude Zidi : Bébel
- 1982 : T'empêches tout le monde de dormir de Gérard Lauzier : Yves
- 1982 : Pour cent briques, t'as plus rien... de Édouard Molinaro : Sam
- 1982 : Que les gros salaires lèvent le doigt ! de Denys Granier-Deferre : Jean-Baptiste Lumet
- 1983 : L'Indic de Serge Leroy : Inspecteur Bertrand
- 1983 : P'tit Con de Gérard Lauzier : Jeannot
- 1983 : Les Fauves de Jean-Louis Daniel : Christopher 'Berg' Bergham
- 1984 : L'Arbalète de Sergio Gobbi : Inspecteur Vincent
- 1984 : Palace d'Édouard Molinaro : Lucien Morland
- 1984 : L'Amour en douce d'Édouard Molinaro : Marc Delmas
- 1986 : Jean de Florette de Claude Berri : Ugolin
- 1986 : Manon des sources de Claude Berri : Ugolin
- 1986 : Le Paltoquet de Michel Deville : le journaliste
- 1988 : Quelques jours avec moi de Claude Sautet : Martial Pasquier
- 1988 : Romuald et Juliette de Coline Serreau : Romuald Blindet

##### Années 1990
- 1990 : Lacenaire de Francis Girod : Pierre-François Lacenaire
- 1991 : Ma vie est un enfer de Josiane Balasko : Abargadon
- 1991 : Un cœur en hiver de Claude Sautet : Stéphane
- 1992 : Ma saison préférée de André Téchiné : Antoine
- 1993 : La Reine Margot de Patrice Chéreau : Henri de Navarre
- 1994 : La Séparation de Christian Vincent : Pierre
- 1995 : Une femme française de Régis Wargnier : Louis
- 1995 : Les Cent et Une Nuits de Simon Cinéma d'Agnès Varda (simple apparition au festival de Cannes)
- 1995 : Les Voleurs de André Téchiné : Alex
- 1996 : Passage à l'acte de Francis Girod : Antoine Rivière
- 1996 : Le Huitième Jour de Jaco Van Dormael : Harry
- 1996 : Lucie Aubrac de Claude Berri : Raymond Aubrac
- 1996 : Pereira prétend (Sostiene Pereira) de Roberto Faenza : Dr. Cardoso
- 1997 : Le Bossu de Philippe de Broca : Henri de Lagardère/Le bossu
- 1998 : Mauvaise Passe de Michel Blanc : Pierre
- 1998 : La Fille sur le pont de Patrice Leconte : Gabor
- 1999 : The Lost Son de Chris Menges : Xavier Lombard
- 1999 : La Veuve de Saint-Pierre de Patrice Leconte : Jean

##### Années 2000
- 2000 : Sade de Benoît Jacquot : Marquis de Sade
- 2001 : La Folie des hommes (Vajont - La diga del disonore) de Renzo Martinelli : Alberico Biadene
- 2001 : Le Placard de Francis Veber : François Pignon
- 2002 : L'Adversaire de Nicole Garcia : Jean-Marc Faure
- 2003 : Petites Coupures de Pascal Bonitzer : Bruno
- 2003 : Rencontre avec le dragon de Hélène Angel : Guillaume de Montauban « Dragon Rouge »
- 2003 : Après vous de Pierre Salvadori : Antoine Letoux
- 2004 : Nos amis les flics de Bob Swaim : Toussaint
- 2004 : 36 quai des Orfèvres d'Olivier Marchal : Léo Vrinks
- 2004 : Le Prix du désir de Roberto Andò : Daniel
- 2005 : L'un reste, l'autre part de Claude Berri : Daniel
- 2005 : Caché de Michael Haneke : Georges Laurent
- 2005 : Peindre ou faire l'amour d'Arnaud et Jean-Marie Larrieu : William Lasserre
- 2006 : La Doublure de Francis Veber : Pierre Levasseur
- 2006 : L'Entente cordiale de Vincent de Brus : Jean-Pierre Moindrau
- 2006 : Mon meilleur ami de Patrice Leconte : François Coste
- 2006 : Napoléon (et moi) de Paolo Virzì : Napoléon Bonaparte
- 2007 : L'Invité de Laurent Bouhnik : Gérard
- 2007 : Dialogue avec mon jardinier de Jean Becker : Le peintre dit Dupinceau
- 2007 : Le Deuxième Souffle d'Alain Corneau : Gustave « Gu » Minda
- 2008 : MR 73 d'Olivier Marchal : Schneider
- 2008 : 15 ans et demi de Thomas Sorriaux et François Desagnat : Philippe Le Tallec
- 2008 : La Personne aux deux personnes de Nicolas et Bruno : Jean-Christian Ranu
- 2009 : Je l'aimais de Zabou Breitman : Pierre

##### Années 2010
- 2010 : Donnant Donnant d'Isabelle Mergault : Constant
- 2011 : La Fille du puisatier de Daniel Auteuil : Pascal Amoretti
- 2012 : La Mer à boire de Jacques Maillot : Georges Pierret
- 2012 : Le Guetteur de Michele Placido : Mattei
- 2013 : Jappeloup de Christian Duguay : Serge Durand
- 2013 : Avant l'hiver de Philippe Claudel : Paul
- 2013 : Marius de Daniel Auteuil : César Olivier
- 2013 : Fanny de Daniel Auteuil : César Olivier
- 2015 : Entre amis d'Olivier Baroux : Richard
- 2015 : Nos femmes de Richard Berry : Paul
- 2016 : Au nom de ma fille de Vincent Garenq : André Bamberski
- 2016 : Les Naufragés de David Charhon : Jean-Louis Brochard
- 2016 : Les Confessions de Roberto Andò : Daniel Roché
- 2017 : Le Brio d'Yvan Attal : Pierre Mazard
- 2018 : L'Île aux chiens (Isle of Dogs) de Wes Anderson : Jupiter (voix française)
- 2018 : Amoureux de ma femme de Daniel Auteuil : Daniel
- 2018 : Rémi sans famille d'Antoine Blossier : Vitalis
- 2019 : Qui m'aime me suive ! de José Alcala : Gilbert
- 2019 : La Belle Époque de Nicolas Bedos : Victor

##### Années 2020
- 2021 : Adieu monsieur Haffmann de Fred Cavayé : Joseph Haffmann
- 2022 : Le Nouveau Jouet de James Huth : Philippe Étienne
- 2024 : Un silence de Joachim Lafosse : François Schaar
- 2024 : La Petite Vadrouille de Bruno Podalydès : Franck
- 2024 : Le Fil de Daniel Auteuil : Maître Jean Monier
- 2025 : Vie privée de Rebecca Zlotowski : Gabriel Haddad

#### Télévision
- 1974 : Les Fargeot de Patrick Sagli (série télévisée) : Philippe
- 1974 : Adieu Amédée de Jean-Paul Carrère (téléfilm) : Pascal
- 1975 : Le Docteur noir de Gérard Vergez (téléflim)
- 1976 : Faits divers, épisode 2 Le Béton est armé de François Martin (série télévisée) : Jojo
- 1976 : L’Assassinat de Concino Concini de Gérard Vergez et Jean Chatenet (téléfilm) : Bernard de Preuil
- 1976 : Les Mystères de Loudun de Gérard Vergez (téléfilm) : L'abbé Mignon
- 1977 : L'Enlèvement du régent : Le Chevalier d'Harmental de Gérard Vergez(téléfilm) : Raoul d'Harmental
- 1977 : L'Affaire des poisons de Gérard Vergez (téléfilm) : le bonimenteur
- 1977 : Rendez-vous en noir de Claude Grinberg (mini-série) : Inspecteur Victor Camaret
- 1979 : Au théâtre ce soir : Bataille de dames d'Eugène Scribe & Ernest Legouvé, mise en scène Robert Manuel, réalisation Pierre Sabbagh, théâtre Marigny (série télévisée) : Gustave de Grignon
- 1981 : S.A.R.L. ou société amoureuse à responsabilité limitée de Christian-Jaque (téléfilm) : Marcel
- 1981 : Le Calvaire d'un jeune homme impeccable de Victor Vicas (téléfilm) : Guillaume
- 1982 : Merci Bernard de Jean-Michel Ribes et Roland Topor (série télévisée), 2 épisodes : André Paulin, le condamné / un testeur
- 1982 : Emmenez-moi au théâtre : Apprends-moi Céline de Maria Pacôme, réalisation Alain Boudet (série télévisée) : Guillaume
- 2020 : Le Mensonge de Vincent Garenq (mini-série) : Claude Arbona

#### Clips
- 2001 : Maxime Le Forestier : L'Homme au bouquet de fleurs
- 2014 : Pascal Obispo : Arigato
- 2021 : Gaëtan Roussel : Je me jette à ton cou, réalisé par Thomas Lepage

### Réalisateur
- 2011 : La Fille du puisatier
- 2013 : Marius
- 2013 : Fanny
- 2018 : Amoureux de ma femme
- 2024 : Le Fil

## Box-office France

### (films au-dessus du million d'entrées)
| Film                                 | Date de sortie   | Réalisat/eur/rice | Entrées / Rang | Entrées / Rang |
| ------------------------------------ | ---------------- | ----------------- | -------------- | -------------- |
| Jean de Florette                     | 27 août 1986     | Claude Berri      | 7 223 657      | 1er            |
| Manon des Sources                    | 19 novembre 1986 | Claude Berri      | 6 645 117      | 2e             |
| Le Placard                           | 17 janvier 2001  | Francis Veber     | 5 317 828      | 5e             |
| Les Sous-doués                       | 30 avril 1980    | Claude Zidi       | 3 985 214      | 4e             |
| Le Huitième Jour                     | 15 mai 1996      | Jaco Van Dormael  | 3 610 901      | 6e             |
| Les Sous-doués en vacances           | 10 mars 1982     | Claude Zidi       | 3 570 887      | 9e             |
| La Doublure                          | 29 mars 2006     | Francis Veber     | 3 087 562      | 11e            |
| La Banquière                         | 27 août 1980     | Francis Girod     | 2 395 036      | 15e            |
| Le Bossu                             | 3 décembre 1997  | Philippe de Broca | 2 328 601      | 16e            |
| 36 quai des Orfèvres                 | 24 novembre 2004 | Olivier Marchal   | 2 089 232      | 23e            |
| La Reine Margot                      | 13 mai 1994      | Patrice Chéreau   | 2 002 915      | 17e            |
| Les hommes préfèrent les grosses     | 19 août 1981     | Jean-Marie Poiré  | 1 931 038      | 20e            |
| Jappeloup                            | 13 mars 2013     | Christian Duguay  | 1 821 968      | 27e            |
| Lucie Aubrac                         | 26 février 1997  | Claude Berri      | 1 708 050      | 24e            |
| La Fille du puisatier                | 20 avril 2011    | Daniel Auteuil    | 1 401 319      | 38e            |
| Dialogue avec mon jardinier          | 6 juin 2007      | Jean Becker       | 1 366 765      | 27e            |
| Un cœur en hiver                     | 2 septembre 1992 | Claude Sautet     | 1 349 586      | 21e            |
| Pour cent briques, t'as plus rien... | 12 mai 1982      | Édouard Molinaro  | 1 303 784      | 27e            |
| La Belle Époque                      | 6 novembre 2019  | Nicolas Bedos     | 1 243 297      | 41e            |
| L'Agression                          | 16 avril 1975    | Gérard Pirès      | 1 227 990      | 33e            |
| Ma vie est un enfer                  | 4 décembre 1991  | Josiane Balasko   | 1 170 523      | 26e            |
| T'empêches tout le monde de dormir   | 31 mars 1982     | Gérard Lauzier    | 1 135 181      | 37e            |
| Le Brio                              | 22 novembre 2017 | Yvan Attal        | 1 114 392      | 51e            |
| Mon meilleur ami                     | 20 décembre 2006 | Patrice Leconte   | 1 067 616      | 42e            |
| Ma saison préférée                   | 14 mai 1993      | André Téchiné     | 1 010 748      | 33e            |

## Théâtre

### Acteur
- 1970 : Early morning d'Edward Bond, mise en scène Georges Wilson, Festival d'Avignon, Théâtre national de Chaillot
- 1972 : Godspell de John Michael Tebelak, mise en scène Nina Faso, Théâtre de la Porte-Saint-Martin
- 1974 : Le Premier d'Israël Horovitz, mise en scène Michel Fagadau, Théâtre de Poche Montparnasse
- 1975 : L'Intervention de Victor Haïm, mise en scène Jean-Claude Robbe, Café-Théâtre Le Sélénite
- 1975 : La Folle de Chaillot de Jean Giraudoux, mise en scène Gérard Vergez, Théâtre de l'Athénée
- 1975 : La Caverne d'Adullam de Jean-Jacques Varoujean, mise en scène Étienne Bierry, Théâtre de Poche Montparnasse
- 1976 : Apprends-moi Céline de Maria Pacôme, mise en scène Gérard Vergez, Théâtre des Nouveautés
- 1976 : Charlie Brown, Théâtre de la Gaîté-Montparnasse
- 1978 : Les Chemins de fer, Théâtre de la Ville
- 1979 : Coup de chapeau de Bernard Slade, mise en scène Pierre Mondy, Théâtre de la Michodière
- 1980 : Le Garçon d'appartement de Gérard Lauzier, mise en scène Daniel Auteuil, Théâtre Marigny
- 1986 : L'Amuse-gueule de Gérard Lauzier, mise en scène Pierre Mondy, Théâtre du Palais-Royal
- 1988 : La Double Inconstance de Marivaux, mise en scène Bernard Murat, Théâtre de l'Atelier, Festival d'Anjou
- 1989 : Le Palais de crystal d'André Gunthert, mise en scène André Gunthert, Théâtre national de Nice
- 1990 : Les Fourberies de Scapin de Molière, mise en scène Jean-Pierre Vincent, Cour d'Honneur Festival d'Avignon, Théâtre Nanterre-Amandiers
- 1992 : Un homme pressé de Bernard Chartreux, mise en scène Jean-Pierre Vincent, Théâtre Nanterre-Amandiers
- 1993 : Woyzeck de Georg Büchner, mise en scène Jean-Pierre Vincent, Théâtre de Nimes, Théâtre du Rond-Point
- 1994 : Woyzeck de Georg Büchner, mise en scène Jean-Pierre Vincent, Théâtre national de Nice
- 1999 : La Chambre bleue de David Hare, d'après La Ronde d'Arthur Schnitzler, mise en scène Bernard Murat, théâtre Antoine
- 2003 : Il a fait l'idiot à la chapelle de Daniel Auteuil, mise en scène Daniel Auteuil, lecture, Théâtre Marigny
- 2008 : L'École des femmes de Molière, mise en scène Jean-Pierre Vincent, Odéon-Théâtre de l'Europe, tournée en janvier et février 2009 notamment à Grenoble, Athènes, Rome, Londres, Namur, Bruxelles
- 2013 : Nos femmes d'Eric Assous, mise en scène Richard Berry, Théâtre de Paris
- 2016 : L'Envers du décor de Florian Zeller, mise en scène Daniel Auteuil, Théâtre de Paris
- 2019 : Le Malade imaginaire de Molière, mise en scène Daniel Auteuil, Théâtre de Paris
- 2020 : Déjeuner en l'air, spectacle musical autour de Paul-Jean Toulet, collaboration musicale de Gaëtan Roussel[25]

### Metteur en scène
- 1980 : Le Garçon d'appartement de Gérard Lauzier, mise en scène Daniel Auteuil,Théâtre Marigny
- 2003 : Il a fait l'idiot à la chapelle de Daniel Auteuil, mise en scène Daniel Auteuil, lecture, Théâtre Marigny
- 2016 : L'Envers du décor de Florian Zeller, mise en scène Daniel Auteuil, Théâtre de Paris
- 2019 : Le Malade imaginaire de Molière, mise en scène Daniel Auteuil, Théâtre de Paris

## Distinctions

### Décorations
- Officier de l'ordre des Arts et des Lettres (2005) ; chevalier (1985)
- Commandeur de l'ordre national du Mérite (2022)[26] ; officier (2005) ; chevalier (1994)[27]

### Récompenses

#### Cinéma

##### César du meilleur acteur

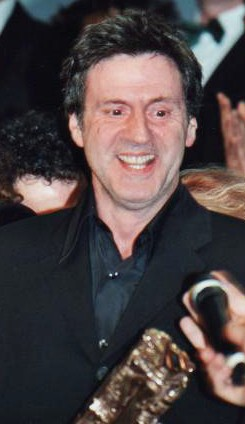
Daniel Auteuil recevant le César du meilleur acteur pour La Fille sur le pont, lors de la des César en 2000.

- 1987 : Lauréat pour Jean de Florette et Manon des sources
- 1989 : Nommé pour Quelques jours avec moi
- 1991 : Nommé pour Lacenaire
- 1993 : Nommé pour Un cœur en hiver
- 1994 : Nommé pour Ma saison préférée
- 1995 : Nommé pour La Séparation
- 1997 : Nommé pour Le Huitième jour
- 1998 : Nommé pour Le Bossu
- 2000 : Lauréat pour La Fille sur le pont
- 2003 : Nommé pour L'Adversaire
- 2004 : Nommé pour Après vous
- 2005 : Nommé pour 36 quai des orfèvres
- 2018 : Nommé pour Le Brio
- 2020 : Nommé pour La Belle Époque

##### Autres distinctions cinématographiques
- BAFTA 1987 : BAFA du Meilleur acteur dans un second rôle pour Jean de Florette
- Prix du cinéma européen 1993 : meilleur acteur pour Un cœur en hiver
- Festival de Cannes 1996 : Prix d'interprétation masculine pour Le Huitième Jour
- Lumières de la presse internationale
  - 2001 : lauréat du Lumière du meilleur acteur pour Sade
  - 2018 : nomination au Lumière du meilleur acteur pour Le Brio
  - 2020 : nomination au Lumière du meilleur acteur pour La Belle Époque
- Étoile d'or de la presse du cinéma français 2004 :
  - premier rôle masculin dans Après vous de Pierre Salvadori
  - premier rôle masculin dans Petites Coupures de Pascal Bonitzer
- Prix du cinéma européen 2005 : meilleur acteur pour Caché de Michael Haneke
- Colcoa Film Festival 2012 : Mention spéciale du public pour : La Fille du puisatier
- Colcoa Film Festival 2012 : Nommé Mention spéciale pour : La Fille du puisatier
- Colcoa Film Festival 2012 : Nommé Prix Spécial de la critique pour : La Fille du puisatier
- Gérard du cinéma 2012 : Nommé Gérard du film en costumes qui s'est pris une veste pour : La Fille du puisatier
- Trophées du Film français 2012 : Nommé Trophée du public (élu par les internautes des sites du groupe TF1) pour : La Fille du Puisatier
- Festival de l'audiovision Valentin Haüy 2011 : Nommé Longs métrages pour : La Fille du puisatier
- Brutus du cinéma 2011 : Nommé Brutus du meilleur acteur pour : Donnant, Donnant
- Brutus du cinéma : Nommé Gérard du désespoir masculin pour : Donnant, Donnant
- Bidets d'or 2007 : Nommé Bidet d'or de l'acteur pour : L'Entente cordiale
- Bidets d'or 2007 : Nommé Bidet d'or du couple à l'écran pour : L'Entente cordiale

#### Théâtre

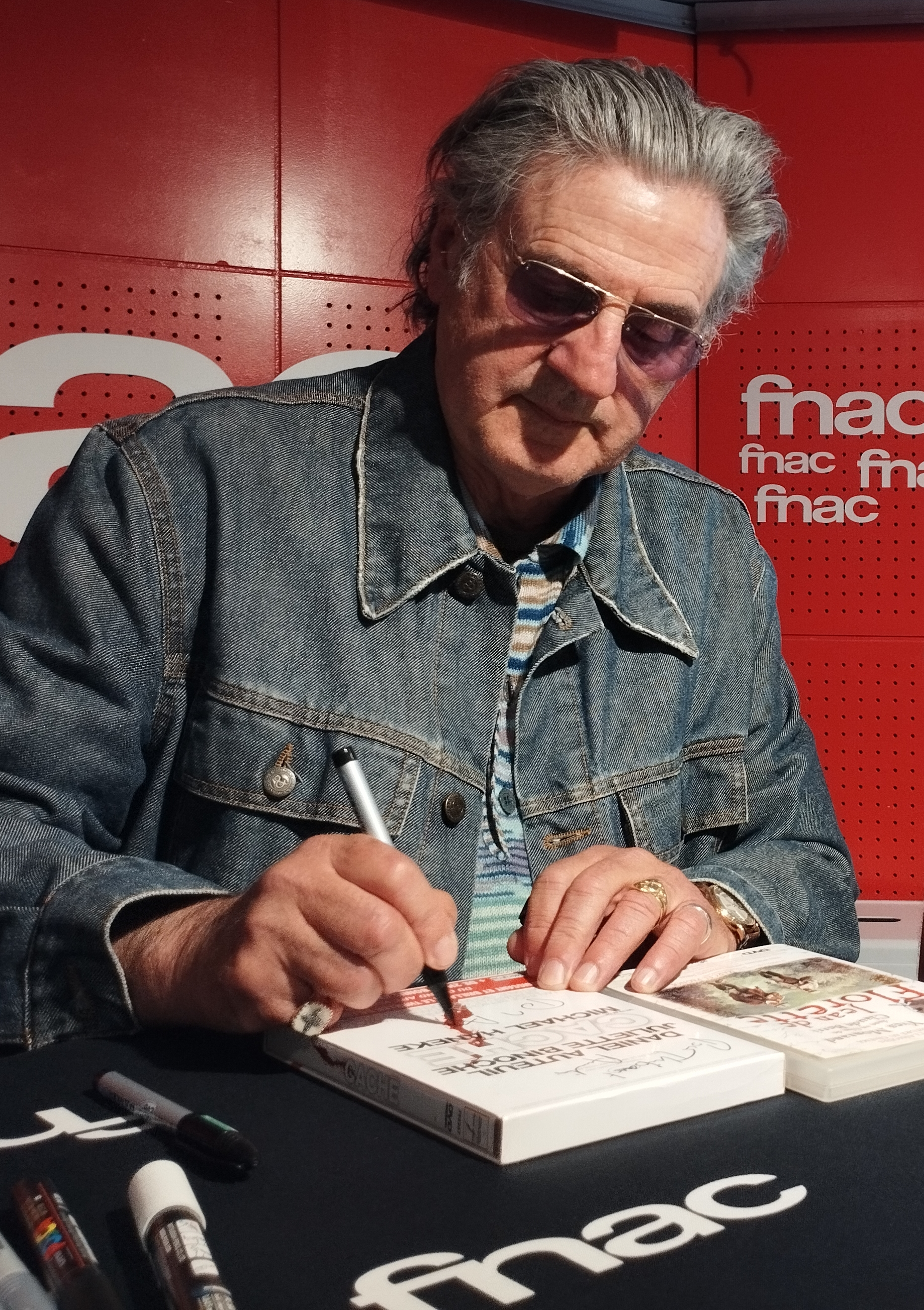
Daniel Auteuil en dédicace à la Fnac Saint-Lazare le 15 avril 2023.

- 1979 : prix Gérard-Philipe pour Coup de chapeau
- Molières 1988 : nomination au Molière du comédien pour La Double Inconstance
- Molières 1991 : nomination au Molière du comédien pour Les Fourberies de Scapin
- Molières 2014 : nomination au Molière du comédien dans un spectacle de théâtre privé pour Nos femmes

## Discographie
- 1985 : Que la vie me pardonne / T'es pas La Femme du boulanger, 45 RPM, Single - Trema 410 295
- 1985 : Où elle est / Tu m'as largué Florence, 45 RPM, Single - Trema 410 330
- 2021 : Si vous m'aviez connu[28], album
- 2023 : Si tu as peur, n'aie pas peur de l'amour, album

## Publication
- Il a fait l'idiot à La Chapelle, Paris, Le Seuil, coll. « Points », 2004.